# Jason Waterhouse
Jason Waterhouse (8 novembre 1991) è un velista australiano.

## Palmarès

### Olimpiadi
- 1 medaglia:
  - 1 argento (Rio de Janeiro 2016 nel misto - Nacra 17)

### Mondiali
- 1 medaglia:
  - 1 bronzo (Santander 2014 nel misto - Nacra 17)